# Verzuiling

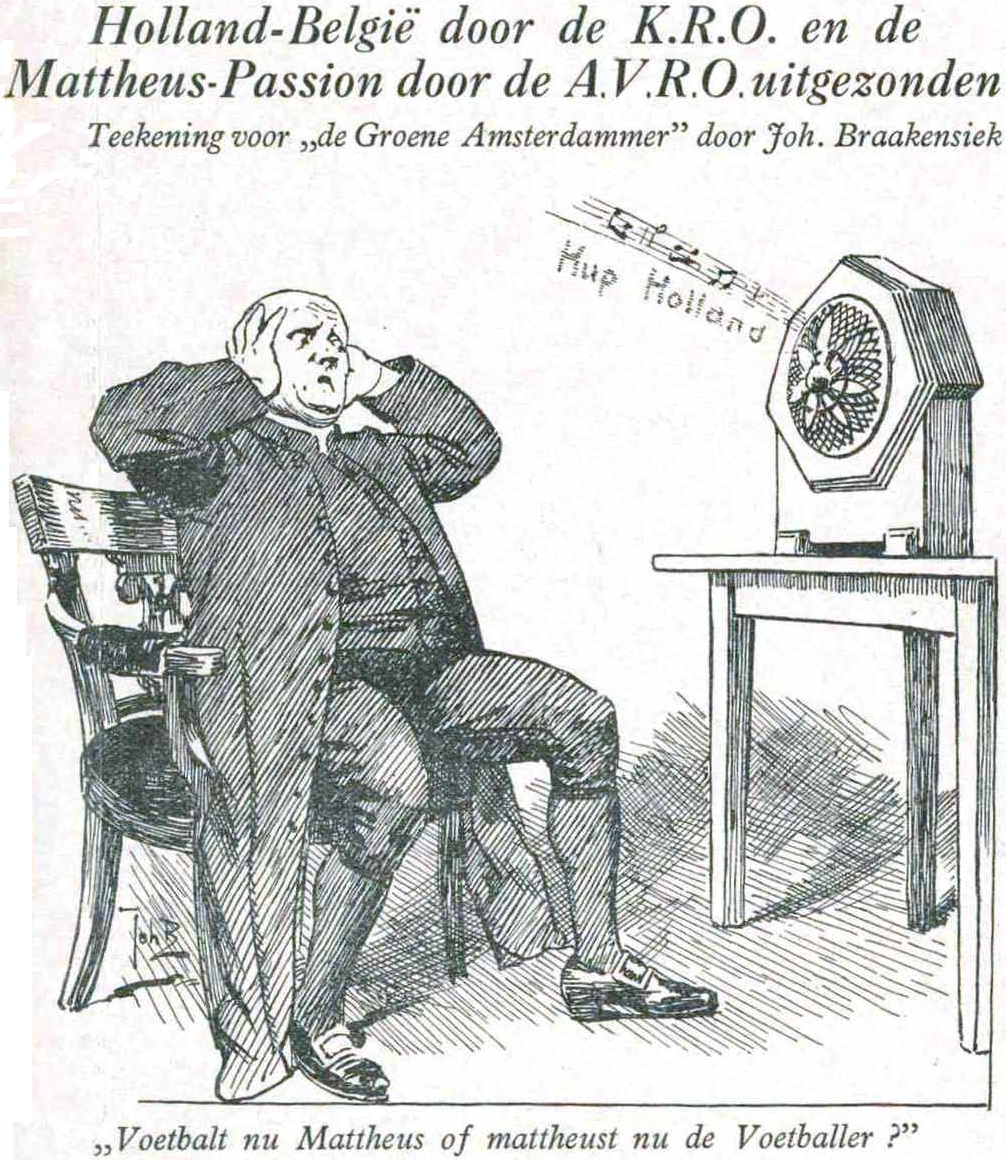
Holland-België door de KRO en de Mattheus-passion door de AVRO uitgezonden, Johan Braakensiek, 1931

Verzuiling is de verdeling van een samenleving in groepen op levensbeschouwelijke of sociaal-economische basis, waarbij de groepen in bepaalde mate van elkaar zijn afgeschermd. Dit kan worden bereikt door het oprichten van op de levensbeschouwing gebaseerde instituties als scholen, verenigingen, partijen, vakbonden, omroeporganisaties, kranten en ziekenhuizen.
De scheiding tussen levensbeschouwingen wordt als verticaal omschreven, terwijl die tussen sociale klassen dan horizontaal loopt. Levensbeschouwelijke zuilen omvatten dan meerdere sociale klassen.
Het begrip werd aanvankelijk vooral gebruikt om de situatie in Nederland en België te beschrijven, maar het model wordt tegenwoordig ook toegepast op Noord-Ierland, Zwitserland, Oostenrijk, Cyprus, Libanon en Maleisië.
De term heeft doorgaans een negatieve bijklank en wordt met name gebruikt door diegenen die de organisatie van maatschappelijke structuren op basis van levensbeschouwing niet wenselijk achten. Ze staat echter ook voor een zelfbewustzijn bij bevolkingsdelen die in de 19e eeuw werden bevoogd of zelfs onderdrukt door de liberale burgerij, die voor haar Verlichtingsdenken het alleenrecht opeiste.

## Etymologie
Verzuiling als 'verdeling in scherp gescheiden groeperingen' wordt in modern Nederlands voor het eerst in 1953 vermeld in het WNT: in een verder voortschrijdende 'verzuiling' van ons organisatorisch bestel. Afleiding met het voorvoegsel 'ver-' van 'zuil' in de overdrachtelijke betekenis 'een van de grote levensbeschouwelijke stromingen in Nederland die in de loop van de 20e eeuw elk hun eigen organisatorische netwerk uitbouwden'. Deze metafoor moet in de jaren 1930 zijn opgekomen blijkens het rapport van de Arbeiders Jeugd Centrale Werk voor de werkloze jeugd (1933) waarin sprake is van de Moderne Centrale voor Werklozenzorg, de z.g. moderne zuil, die zich op verzoek der regering zal belasten met alle arbeid voor jeugdige werklozen, die binnen het raam der moderne arbeidersbeweging wordt verricht. 
Naast deze sociaaldemocratische zuil waren er de protestants-christelijke, de rooms-katholieke en de liberale, neutrale of algemene zuil. Na de Tweede Wereldoorlog ontstond er een vijfde humanistische zuil. Eind jaren 50 raakte het begrip verzuiling algemeen bekend en speelde in de tweede helft van de 20e eeuw een belangrijke rol in de Nederlandse en Belgische samenleving.

## Zuilen in de samenleving

### Oorzaken
Historicus Hans Righart publiceerde een vergelijkend onderzoek naar de opkomst van de katholieke zuilen aan het eind van de 19e en begin 20e eeuw in Nederland, België, Oostenrijk en Zwitserland . Hij beschouwt drie hypotheses over de oorzaken van de verzuiling in deze landen, namelijk politieke mobilisatie, emancipatie en bescherming tegen secularisering, en beargumenteert dat de eerste twee motieven niet opgingen voor alle landen (mobilisatie alleen voor Oostenrijk, emancipatie alleen voor Nederland en Zwitserland), maar het laatste motief wel en veel duidelijker. Righart concludeert derhalve dat de katholieke verzuiling hoofdzakelijk een strategie was om de eigen geloofsgemeenschap te beschermen tegen de secularisering.
Een ideologische onderbouwing van de verzuiling werd geleverd door de leer van de soevereiniteit in eigen kring van de neocalvinist Abraham Kuyper. Hij stelde dat elke levenskring zijn eigen onafhankelijk gezag heeft en niet onder dat van een andere levenskring staat. Zo zijn het gezin, de economie, de kerk en het onderwijs soeverein in eigen kring en daarin dient de overheid niet in te grijpen.

### Praktijk
Verzuiling gebeurde enerzijds door een scherpe scheiding tussen de bevolkingsgroepen, anderzijds door middel van samenwerking van de elites aan de top. De scheiding werd vormgegeven doordat iedere zuil zijn eigen kerk, omroep, krant, standsorganisatie, vakbond, politieke partij, woningbouwvereniging, padvindersorganisatie, scholen, ziekenhuis, sportverenigingen en zelfs winkels en bedrijven had. Voor het midden van de 20e eeuw was deze situatie zelfs zo frappant, dat bijvoorbeeld bepaalde Nederlandse winkelbedrijven bij voorkeur personeelsleden aanstelden die lid waren van een bepaald kerkgenootschap. Dit leidde tot grote culturele verschillen, niet alleen in de steden, maar ook op delen van het platteland, met als resultaat dat hele bevolkingsgroepen naast elkaar leefden zonder veel contact te hebben. Tegelijkertijd werden door het systeem van verzuiling enerzijds en samenwerking aan de top anderzijds veel maatschappelijke spanningen afgewend.

## Nederland
Het is niet altijd mogelijk zuilen strikt te definiëren. In elk geval kunnen een protestants-christelijke, een rooms-katholieke en een socialistische zuil onderscheiden worden. Ook kan men de 'liberale' of 'algemene zuil' waarnemen. Daarbij dient aangetekend dat de liberalen tegen de verzuiling gekant waren, en dat hun instanties juist voor iedereen openstonden. Daar (orthodox-)protestanten, katholieken en in veel gevallen socialisten de algemene instellingen begonnen te mijden, bleven hier vooral de liberalen in over en vormden ze de facto een liberale zuil.

### Ontstaan
Eeuwenlang hadden er al bevolkingsgroepen naast elkaar bestaan van verschillende gezindte, waarvan de belangrijkste in omvang niet veel voor elkaar onderdeden. De verzuiling kwam echter pas aan het einde van de negentiende eeuw op gang. De pacificatie van 1917 was de bezegeling van het proces van verzuiling dat samen met het burgerlijk karakter de Nederlandse samenleving zou kenmerken tot in de jaren zestig van de twintigste eeuw. De schoolstrijd was daarbij een belangrijke factor.
De parlementaire democratie bestond in de negentiende eeuw aanvankelijk uit onafhankelijke parlementsleden. Deze verenigden zich wel in informele allianties en kiesverenigingen waarbij een liberale en conservatieve stroming was te herkennen. Politieke partijen in de moderne zin bestonden niet. De schoolstrijd werd echter een belangrijke factor bij de vorming van confessionele partijen in oppositie tegen de uitsluiting van bijzonder onderwijs. In het parlement hadden de liberalen jarenlang het overwicht na de grondwetsherziening van 1848 met zijn scheiding van kerk en staat. Daarbij paste een neutrale openbare school die al sinds de onderwijswet van 1806 vrijwel een monopolie bezat. Bijzonder onderwijs was wel mogelijk, maar hiervoor werd veelal geen vergunning afgegeven. Met de onderwijswet van 1857 werd dit versoepeld, maar bijzondere scholen ontvingen nog steeds geen staatssteun.
Door de liberale grondwet van 1848 was de positie van het katholieke bevolkingsdeel aanmerkelijk verbeterd en kwam het in 1853 tot het herstel van de bisschoppelijke hiërarchie. Ook tijdens de protesten hiertegen, de Aprilbeweging van protestantse en conservatieve tegenstanders van het herstel, steunden de liberalen de katholieken op grond van de scheiding van kerk en staat en de godsdienstvrijheid.
Onder invloed van de schoolstrijd kwam er echter een einde aan het verstandshuwelijk tussen liberalen en katholieken. Zo stelden de bisschoppen in het bisschoppelijk mandement van 1868 dat onderwijs in een openbare neutrale school hooguit een droeve noodzakelijkheid kon zijn. Men brak een lans voor onderwijs dat niet alleen de katholieke godsdienst respecteert, maar deze ook onderricht.
Vanuit protestantse zijde was het Réveil een beweging die zich keerde tegen het verlichtingsdenken van de liberalen. In de politiek waren dit de antirevolutionairen waarvan Groen van Prinsterer aanvankelijk de belangrijkste voorman was. In 1860 richtte hij de Vereniging voor Christelijk Nationaal Schoolonderwijs op waarmee protestants-christelijke scholen moesten worden gefinancierd. Abraham Kuyper sloot zich daarbij aan met de oprichting van het Anti-Schoolwet Verbond in 1872. Dit verbond werd in 1879 gevolgd door de Anti-Revolutionaire Partij als eerste landelijke politieke partij.
Ondertussen werden de onderste sociale lagen van de samenleving steeds meer zichtbaar als arbeidersklasse onder invloed van de industrialisatie, de migratie richting de steden en daarmee verstedelijking. Hieruit ontstond een arbeidersbeweging die zich ook begon te organiseren in vakbewegingen en later politieke partijen. Belangrijk daarbij was de these van Karl Marx met zijn klassenstrijd waarin de kapitalistische dictatuur van de burgerij vervangen zou moeten worden door aanvankelijk een socialistische dictatuur van het proletariaat en uiteindelijk een communistische maatschappij.
Kuyper stelde daar de antithese tegenover waarin de tegenstelling tussen seculiere en christelijke krachten de bepalende politieke tegenstelling zou zijn. Daarmee dreef Kuyper een wig tussen christelijke en sociaaldemocratische arbeiders en trachtte hij de christelijke werkgevers, middenstanders en arbeiders in een enkele beweging te verenigen tegenover de sociaaldemocratie en het liberalisme. De weerstand tegen de onderwijswet van 1878 maakte dat de protestanten en katholieken inderdaad dichter bij elkaar kwamen. De wet voorzag slechts in overheidsfinanciering van openbaar onderwijs, terwijl bijzonder onderwijs wel aan de nieuwe hogere eisen moest voldoen. Als protest hiertegen werd het volkspetitionnement van 1878 gehouden dat er weliswaar niet in slaagde de wet te keren, maar protestanten en katholieken bij elkaar bracht in de zogenaamde coalitie met hun eis van volledige gelijkstelling van staatssteun voor openbaar en bijzonder onderwijs.

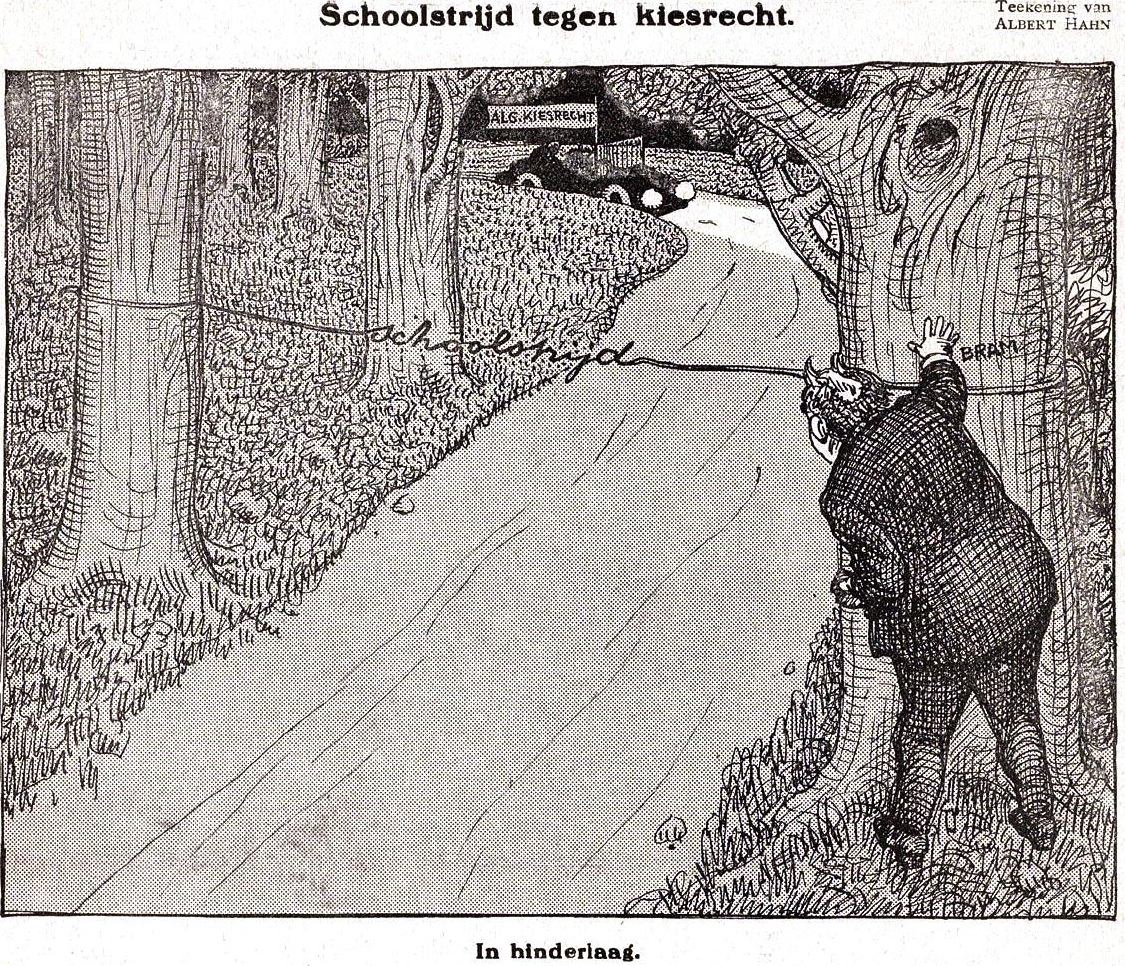
Schoolstrijd tegen kiesrecht. In hinderlaag, Albert Hahn, 1915. Afgebeeld als Bram is Abraham Kuyper.

Naast de schoolstrijd werden uitbreiding van het kiesrecht en verbetering van de sociale omstandigheden van de arbeiders belangrijke politieke thema's. De kwestie van uitbreiding van het kiesrecht bracht scheuren teweeg aan zowel confessionele als liberale zijde. Zo splitste het conservatieve deel van de ARP zich af in wat uiteindelijk de Christelijk-Historische Unie zou worden en ook de Liberale Unie zag afsplitsingen van onder meer de conservatievere Vrije Liberalen en de progressievere Radicale Bond en later Vrijzinnig-Democratische Bond. Voor de Sociaal-Democratische Arbeiderspartij was uitbreiding van het kiesrecht essentieel, aangezien het overgrote deel van de achterban was uitgesloten van het censuskiesrecht. Dit gold echter ook voor een groot deel van de achterban van de ARP, de 'kleyne luyden'.

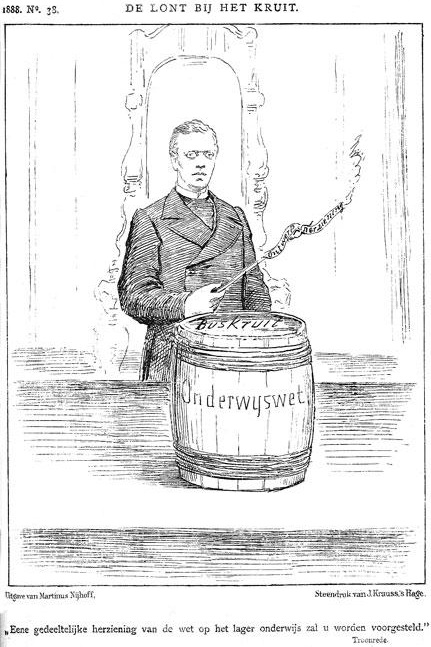
De lont bij het kruit, "Eene gedeeltelijke herziening van de wet op het lager onderwijs zal u worden voorgesteld.", wetsvoorstel Mackay tot wijziging van de Schoolwet, 1888

Er werden gedurende de jaren de nodige concessies gedaan zoals met de grondwetsherziening van 1887 met zijn caoutchouc-artikel, maar dit ging niet iedereen ver genoeg, zodat deze kwestie nog dertig jaar een belangrijke rol zou spelen. Zo domineerde het de verkiezingsstrijd van 1894 waar de progressieve Takkianen de conservatieve anti-Takkianen tegenover zich vonden. Het maakte ook dat de antithese en de confessionele coalitie geen dominante rol verkregen in de politiek, aangezien de scheidslijnen bij de schoolstrijd geheel anders liepen dan bij de kiesrechtstrijd. Waar sociaaldemocraten en vooruitstrevende liberalen en antirevolutionairen voor vergaande kiesrechtuitbreiding waren, vonden zij daarbij oud-liberalen, het conservatieve deel van de ARP en de overgrote meerderheid van de katholieken tegenover zich. Ook de door de sociaaldemocraten in 1911 en 1912 georganiseerde rode dinsdagen brachten het kiesrecht niet dichterbij.
Pas onder druk van de oorlogsomstandigheden tijdens de Eerste Wereldoorlog kwam de politiek tot de pacificatie van 1917. Daarmee werd niet alleen de angel grotendeels uit de conflicten gehaald, maar werd de verzuiling ook officieel bevestigd. Er kwam een einde aan de schoolstrijd en voor mannen werd het algemeen kiesrecht ingevoerd, twee jaar later gevolgd door het vrouwenkiesrecht.

### Pacificatiepolitiek
Door de pacificatie verloor de antithese haar functie. Dit gold daarmee eigenlijk ook voor de confessionele partijen, maar deze hielden vast aan het idee van de antithese, terwijl hun achterban door het algemeen kiesrecht dusdanig was gegroeid dat zij van 1918 tot 1994 altijd deel uitmaakten van de regering. De liberalen verloren juist hun dominante positie, terwijl de SDAP minder profiteerde dan verwacht.
De verzuiling werd met name door de katholieken en protestanten doelbewust nagestreefd. Hele bevolkingsgroepen leefden naast elkaar zonder veel contact. Vooral politiek, vakbeweging, scholen, omroep, pers en jeugdbeweging waren tijdens deze periode sterk verzuild. Tegelijkertijd konden door de verzuiling enerzijds en samenwerking aan de top anderzijds ook veel spanningen worden afgewenteld die in de periode voor 1917 nog dusdanig ontwrichtend werkten dat soms werd gevreesd voor de eenheid van de staat. Politicoloog Arend Lijphart bestempelde de politiek in Nederland van 1918-1973 daarom als pacificatiepolitiek. Na 1917 werkten de leiders van de zuilen samen, zonder daar de achterban bij te betrekken. De grote tegenstellingen die de voorgaande periode hadden gekenmerkt konden met het streven naar consensus beteugeld worden. Hierdoor kon Nederland zich tot een stabiele samenleving ontwikkelen.
Tijdens de Tweede Wereldoorlog werden door de bezetter veel instellingen uit de verzuiling vervangen door algemene. Ook ontstonden er zowel in liberale, als sociaaldemocratische, communistische, katholieke en protestants-christelijke kringen, sterke twijfels over de verzuiling. Deze twijfel kwam onder meer voort uit de tijden van het verzet tegen de Duitse bezetting, waar vaak over de grenzen van de zuil met elkaar werd samengewerkt. Er werd een eenheidspartij opgericht, de Nederlandse Volksbeweging, waarin progressieven uit iedere politieke partij, ongeacht of het om confessionele of om een niet-confessionele partij ging, zich konden aansluiten. De Nederlandse Volksbeweging baseerde zich op het personalistisch-socialisme, dat sterk gekant was tegen autoritaire ideeën. Dit noemt men de Doorbraak-gedachte. Onder andere door sterke tegendruk van de Nederlandse bisschoppen werd deze doorbraak uiteindelijk echter geen succes en de Volksbeweging bleek een doodgeboren kind. Wel gingen enkele katholieken op persoonlijk initiatief, alsmede de kleine, progressieve en pacifistische Christelijk-Democratische Unie en de liberale partij VDB, de fusie aan met de SDAP en vormden zo samen de PvdA. De PvdA is dus in haar kern een echte doorbraak-partij. Ook hiertegen verzetten de bisschoppen van Nederland zich middels het mandement van 1954. Gezien echter de sterke overhand van de oude SDAP binnen de PvdA door het ontbreken van een sterk contingent confessionelen, zag men echter ook dààr een neiging tot terugvallen op de idealen van de oude SDAP. Uiteindelijk keerde men dus al snel terug naar de verzuiling van voor de oorlog en was de oorlog minder een breuk dan verwacht zou kunnen worden.

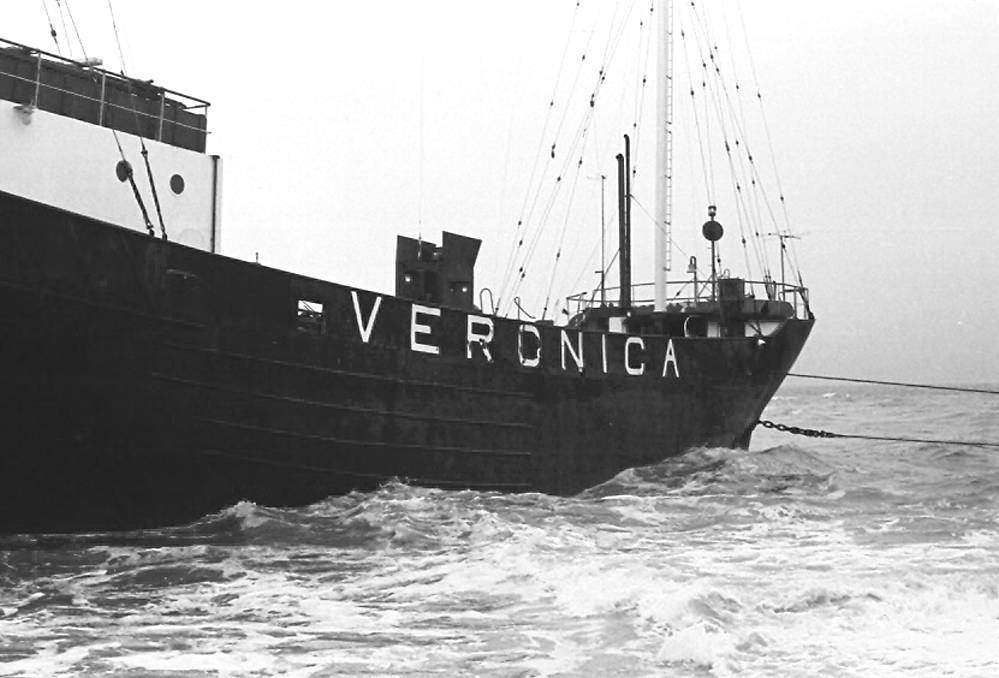
Radio Veronica begon in 1960 met uitzendingen vanaf zee. Het verzuilde publieke bestel kwam zo onder vuur te liggen.

### Ontzuiling
Omstreeks 1960 was reeds twintig procent van de Nederlandse bevolking onkerkelijk. Volgens historicus Maarten van Rossem was er geen sprake van een liberale zuil, beschouwden veel Nederlands-hervormden zich niet als verzuild en kunnen de socialisten in veel mindere mate als een zuil gelden dan de confessionelen. Bovendien speelde verzuiling minder onder de zakelijke, wetenschappelijke en culturele elite. Daarmee was een grote minderheid van de bevolking al in de jaren vijftig ontzuild, wat volgens Van Rossem in de door het verzuilingsparadigma beheerste geschiedschrijving over het hoofd wordt gezien.
De ontzuiling begon vooral in de tweede helft van de jaren zestig in te zetten. In 1967 behaalden de confessionele partijen voor het eerst in een halve eeuw geen absolute meerderheid in het parlement. Met de toenemende welvaart werd individuele ontplooiing geleidelijk belangrijker dan het voldoen aan de verwachtingen van de zuil. Er ontstond een jeugdcultuur die zich juist afzette tegen de oudere generatie. De ontkerkelijking zette in en met de secularisering groeide het deel van de bevolking dat zich niet rekende tot een van de zuilen waardoor de confessionele partijen hun aanhang zagen kelderen. In de jaren zeventig namen ook de bezwaren tegen de pacificatiepolitiek toe zoals de beperkte invloed van de kiezers, waarmee er een einde kwam aan deze politiek. Een duidelijke mijlpaal in de ontzuiling was de sterke afname van de aanhang van zowel het CDA als de PvdA in de jaren 1990, 2000 en 2010. Veel kiezers liepen over naar nieuwe politieke partijen zoals GroenLinks en de SP aan de linkerzijde, en de LPF, PVV en FVD aan de rechterzijde. Ook de VVD spon hier goed garen bij en de VVD-fractie in de Tweede Kamer werd groter dan ooit tevoren.
Hoewel de sterke verzuiling is verdwenen, zijn de restanten ervan nog zichtbaar in bijvoorbeeld de verscheidenheid aan publieke omroepen.

### Belangrijkste organen
De volgende tabel toont de belangrijkste organen van elke zuil.
|                             | Protestants | Rooms-katholiek | Socialistisch | Liberaal/neutraal |
| --------------------------- | --- | --- | --- | --- |
| Voormalige politieke partij | ARP (1879-1977; gereformeerd) CHU (1908-1977; hervormd) RPF (1977-2000; protestants) GPV (1948-2000; gereformeerd vrijgemaakt) | RKSP (1926-1945) KVP (1945-1977) | SDAP (tot 1945) | VDB (tot 1946; links-liberaal) LU (tot 1921; klassiek liberaal) Vrije Liberalen (tot 1921; conservatief liberaal) LSP/Vrijheidsbond (1921-1945) PvdV (1946-1948)                                                                      |
| Huidige politieke partij    | SGP (vanaf 1918) (bevindelijk gereformeerd) CDA (vanaf 1977) (oecumenisch)* ChristenUnie (vanaf 2000) (orthodox-protestants / evangelisch) | CDA (vanaf 1977) (oecumenisch) | PvdA (vanaf 1945) SP | VVD (vanaf 1948) D66 (progressief liberaal) |
| Omroep                      | NCRV (orthodox-protestants) EO VPRO (vrijzinnig-protestants) | KRO | VARA | AVRO |
| Vakbond                     | CNV NWV Patrimonium (gereformeerd) | RK Vakbureau (1909-1925) RKWV (1925-1940) KAB (1945-1964) NKV (1964-1976) FNV                                                                                            | NVV (tot 1976; FNV) | ANWV |
| Werkgeversorganisatie       | VWCG (1918-1937)/VPCW (1937-1970) | Algemeen Rooms-Katholiek Werkgeversverbond (1915-1960)/RKVW (1919-1960)/NKW (1960-1970)                                                                                  | | NVW (1899-1968)/VNO (1968-1996) |
| Agrariërsorganisatie        | Christelijke Boeren- en Tuindersbond (1918-1995) | NBB (1896-1924)/ RKNBTB (1924-1929) / KNBTB (1929-1995) | - | Koninklijk Nederlands Landbouw-Comité |
| Ondernemersorganisatie      | CMB (1918-1995) | NRKMB (1915-1977) | - | KNMB/Koninklijk Verbond van Ondernemers (1968-1977) |
| Krant                       | De Standaard (1872-1944) (gereformeerd). Trouw (1943-nu) (gereformeerd) Friesch Dagblad (gereformeerd) Kwartetbladen (in 1971 gefuseerd met Trouw; gereformeerd): De Rotterdammer, de Nieuwe Haagsche Courant, de Nieuwe Leidsche Courant en het Dordtsch Dagblad Nederlands Dagblad, (Gereformeerd vrijgemaakt) Reformatorisch Dagblad (gereformeerd) | De Maasbode (opgegaan in De Tijd). De Tijd (samengegaan met de Haagse Post in HP/De Tijd). Katholiek Nieuwsblad (1983-nu). De Volkskrant (1919-nu). regionale RK kranten | Het Vrije Volk (1945-1991). Het Parool | Nieuwe Rotterdamsche Courant (liberaal) en Algemeen Handelsblad (liberaal) (samengegaan in NRC Handelsblad). Algemeen Dagblad (liberaal). Het Vaderland (liberaal). De Telegraaf (neutraal). De Courant/Nieuws van de Dag (neutraal). |
| Kruisvereniging             | Oranje-Groene Kruis | Wit-Gele Kruis | Groene Kruis | Groene Kruis |
| Onderwijs                   | School met de Bijbel / protestants onderwijs | Rooms-Katholiek onderwijs | Openbaar onderwijs | Openbaar onderwijs |
| Universiteit                | Vrije Universiteit Protestantse Theologische Universiteit vestiging Kampen (gereformeerd) | Katholieke Universiteit Nijmegen (nu Radboud Universiteit) Katholieke Hogeschool Tilburg (nu Tilburg University)                                                         | Openbare universiteiten | Openbare universiteiten |
| Studentenkoepels            | Societas Studiosorum Reformatorum (SSR 1905-1969; 1886-1905 "GSV Hendrik de Cock". Meeste lokale afdelingen bestaan nog) | Aller Heiligen Convent (AHC 1971-heden; 1908-1970 UKSV/UKSN, daarvoor losse KSV's)                                                                                       | Algemene Senaten Vergadering (ASV 1892-heden, daarvoor losse corpora) Federatie van Unitates en Bonden (FUB 1948-heden; 1913-1927 UNS, daarvoor losse unitates en bonden) | Algemene Senaten Vergadering (ASV 1892-heden, daarvoor losse corpora) Federatie van Unitates en Bonden (FUB 1948-heden; 1913-1927 UNS, daarvoor losse unitates en bonden)                                                             |
| Jeugdbeweging               | NJV | KAJ, KWJ KV | AJC | NPV |
| Ontwikkelingssamenwerking   | ICCO (per 2021 opgegaan in Cordaid) | Cordaid (koepel van Mensen in Nood, Memisa en Vastenactie) | | Hivos, Novib |

* Oecumenisch wil hier zeggen: streven naar meer eenheid tussen Nederlandse rooms-katholieke kerkprovincie en het protestantisme.

## België
De verzuiling was en is in België in beide landsdelen te merken, hoewel het belang van de verschillende zuilen verschilde. In Vlaanderen is de katholieke zuil de belangrijkste en in Wallonië de socialistische zuil. De meeste organisaties waren echter onafhankelijk van het landsdeel omdat ze net zoals de toenmalige politieke partijen nog niet gesplitst waren naar taal. De landbouw hangt in België sterk samen met de katholieke zuil.
De volgende tabel toont de belangrijkste huidige en historische organen van elke zuil in Vlaanderen.
|                         | Rooms-katholiek | Socialistisch | Liberaal | Neutraal                                      |
| ----------------------- | --- | --- | --- | --------------------------------------------- |
| Partij                  | Christen-Democratisch en Vlaams (voorheen Katholieke Partij / CVP) | Vooruit (voorheen Belgische Werkliedenpartij, BSP, SP en sp.a) | Open Vld (voorheen Liberale Partij / PVV / VLD) | Geen                                          |
| Vakvereniging           | Algemeen Christelijk Vakverbond (ACV), Boerenbond, UNIZO | Algemeen Belgisch Vakverbond (ABVV) | Algemene Centrale der Liberale Vakbonden van België (ACLVB) | Onafhankelijke Vakbond voor Spoorwegpersoneel |
| Ziekteverzekeringsfonds | Landsbond der Christelijke Mutualiteiten | Solidaris | Liberale Mutualiteit | Vlaams & Neutraal Ziekenfonds, Helan          |
| Gezondheidszorg         | Wit-Gele Kruis, Familiehulp | Centrum voor Thuiszorg (opgegaan in i-mens) | Solidariteit voor het Gezin (opgegaan in i-mens) |                                               |
| Hulporganisaties        | Caritas | FOS Socialistische Solidariteit | |                                               |
| Kranten                 | De Standaard, Gazet van Antwerpen, Het Volk, Het Belang van Limburg, Het Nieuwsblad | De Morgen | Het Laatste Nieuws | De Tijd                                       |
| Onderwijs               | Katholiek Onderwijs Vlaanderen, Vlaams Verbond van Katholieke Hogescholen, Katholieke Universiteit Leuven, Universitaire Faculteiten Sint-Ignatius Antwerpen, Katholieke Universiteit Brussel | officieel onderwijs (gemeenschapsonderwijs), Vrije Universiteit Brussel, Universiteit Gent, Rijksuniversitair Centrum Antwerpen, Universitaire Instelling Antwerpen, Limburgs Universitair Centrum | officieel onderwijs (gemeenschapsonderwijs), Vrije Universiteit Brussel, Universiteit Gent, Rijksuniversitair Centrum Antwerpen, Universitaire Instelling Antwerpen, Limburgs Universitair Centrum |                                               |
| Studentenvereniging     | Katholiek Vlaams Hoogstudentenverbond | Jongsocialisten | Liberaal Vlaams Studentenverbond | SEA                                           |
| Cultureel               | Davidsfonds | Vermeylenfonds | Willemsfonds |                                               |
| Werknemersbeweging      | kwb | Linx+ | |                                               |
| Jeugdbeweging           | Scouts en Gidsen Vlaanderen, Chirojeugd Vlaanderen, KSA, KLJ, KAJ | Rode Valken; Joetz | FOS Open Scouting | Jeugdbond voor Natuur en Milieu               |
| Sportverenigingen       | Sporta | ATB De Natuurvrienden, S-sport//recreas | |                                               |
| Vrouwenvereniging       | Femma (voorheen KAV) | ZIJkant VIVA-SVV | Liberale Vrouwen, Open VLD Vrouwen |                                               |
| Seniorenverenigingen    | Okra | S-plus S-Academie Brabant | |                                               |
| Vakantiecentra          | Vayamundo Intersoc | Vakantiecentra Floreal Domein Westhoek, De Barkentijn, Le Lys Rouge, De Bremberg, NVH Auberge d'Arimont                                                                                            | |                                               |
| Verzekeringen           | DVV | P&V | |                                               |
| Banken                  | Dexia, vanuit vroegere bank bacob, vdk bank | | |                                               |